# Torredondo
Torredondo es una localidad perteneciente al municipio de Segovia, en la provincia de Segovia, comunidad autónoma de Castilla y León, España. En 2022 contaba con 50 habitantes.
En su antiguo término municipal se sitúa el Caserío de Abadejos, a 800m al NNO.
Fue un municipio independiente hasta 1857 cuando se anejó a Madrona, esta el 17 de septiembre de 1971 pasó a formar parte de Segovia.

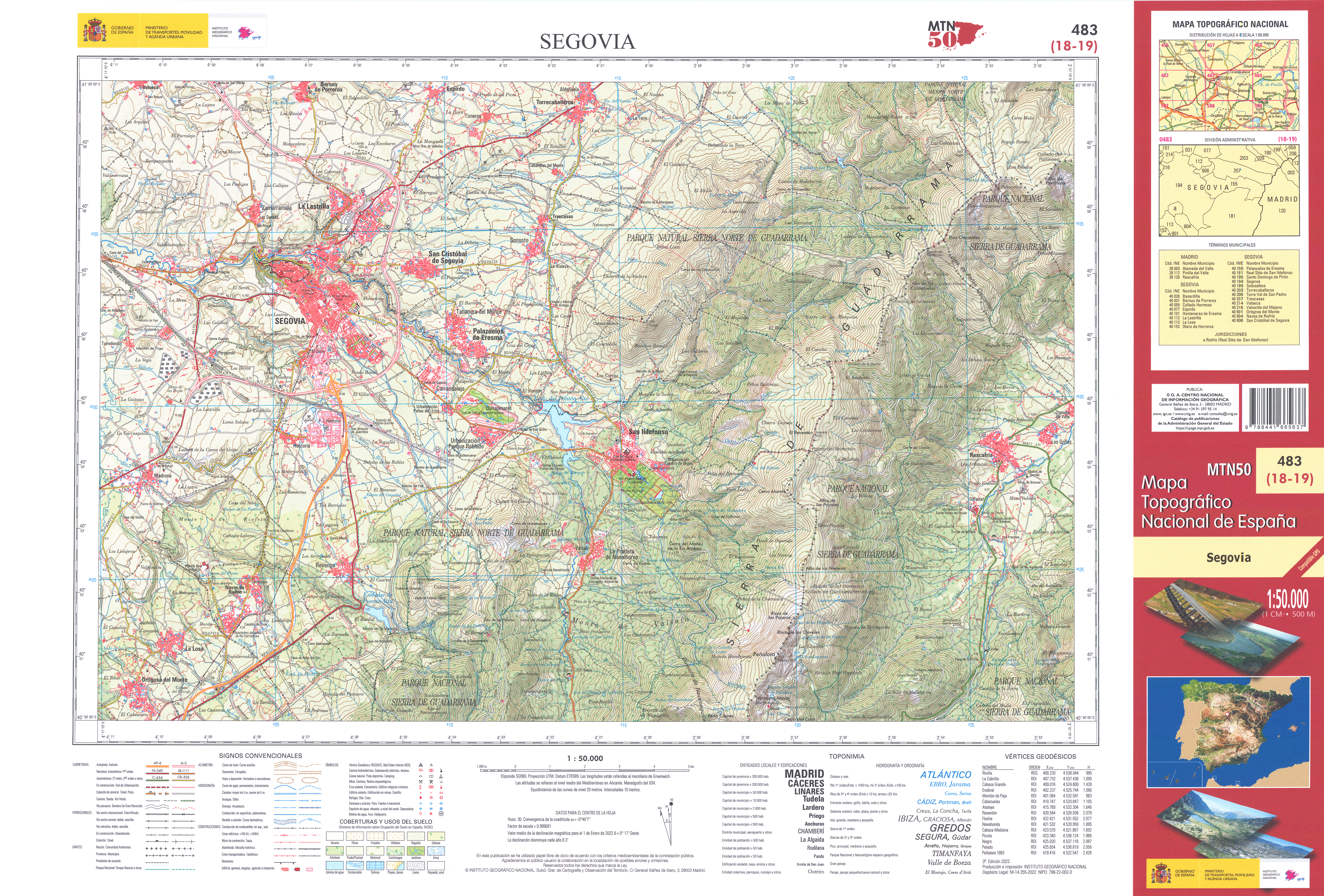
Fragmento de la hoja 483 del Mapa Topográfico Nacional de España de 2022 en el que se representa la localidad de Torredondo

## Demografía
| 10                                                              | 9 | 5 | 10 | 7 | 8 | 24 | 22 | 26 | 32 | 32 | 39 | 44 | 50 |
| (Fuente: INE, Datos del Observatorio Socioeconómico de Segovia) |   |   |    |   |   |    |    |    |    |    |    |    |    |

## Cultura

### Patrimonio

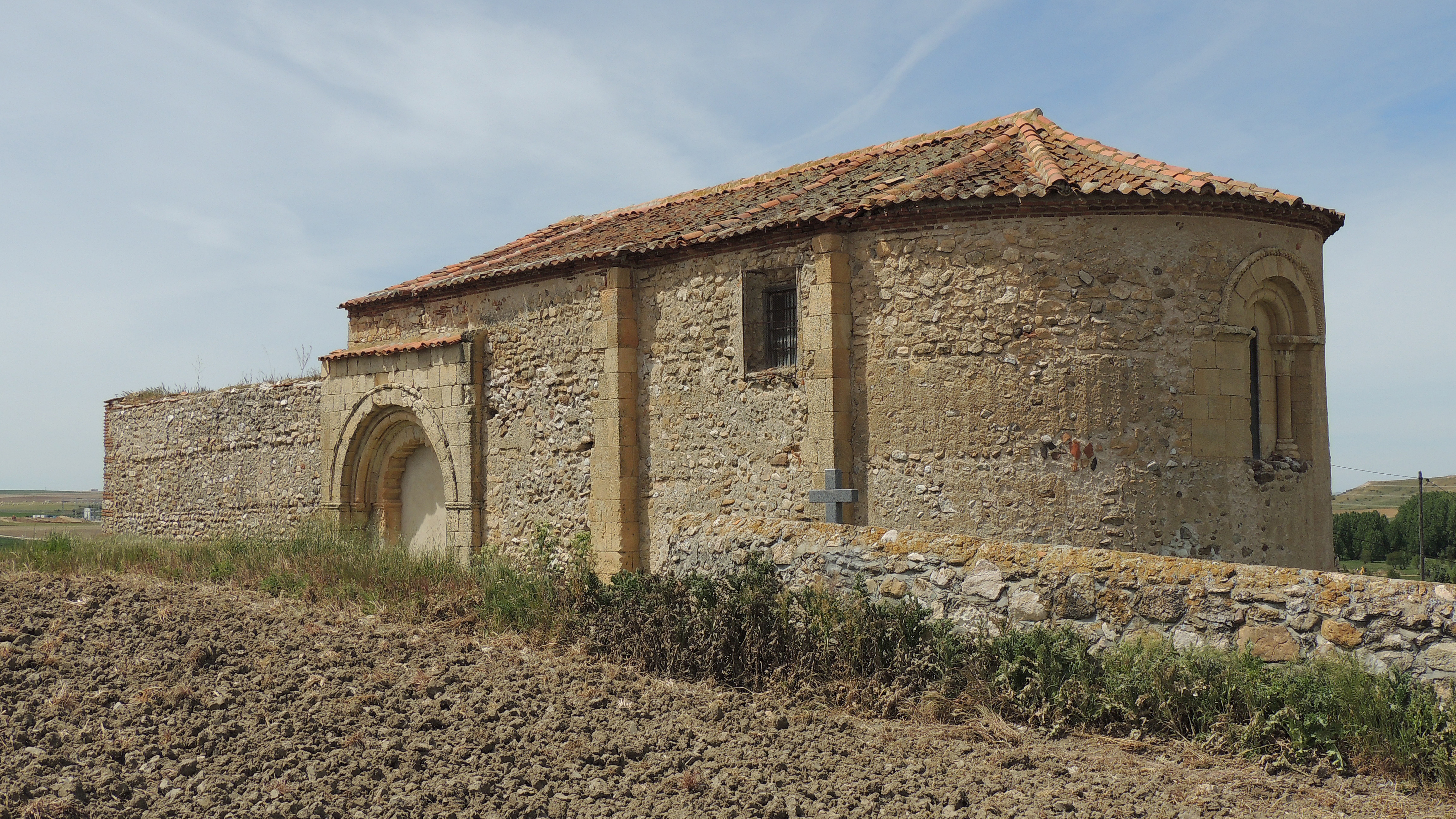
Iglesia de San Bartolomé

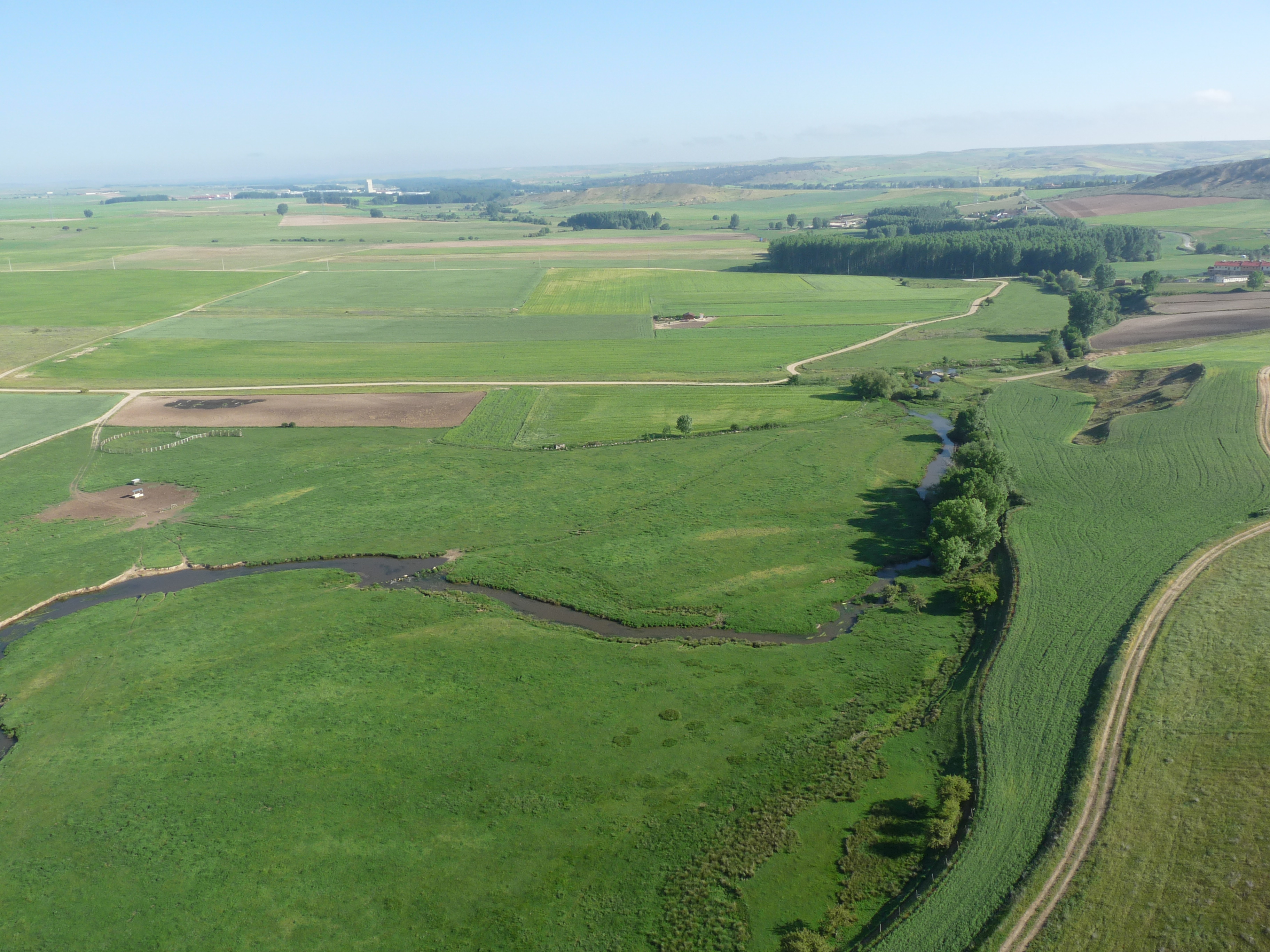
Vista del río Milanillos a su paso por la localidad desde globo aerostático. A la derecha el histórico Puente del Tesoro

- Se cuenta que origen del nombre de esta población tiene lugar en una torre de vigilancia de la época romana, de la que no queda vestigio alguno, muy cercana a la Calzada Romana.
- Puente o bien romano o bien del siglo XVII de un solo ojo;[5][6]
- Iglesia románica de San Bartolomé.[7]

### Gastronomía
El plato típico es el bonito con tomate de la ribera del río Milanillos, siendo la variedad "los malones" autóctona de la villa de piel lisa y casi sin pepitas de un sabor dulce y agradable.
Es de destacar los famosos melonares, con especial mención de los melones de la variedad piel de sapo de color anaranjado como los de su vecina Zamarramala y sus sandías de piel rayada y pocas pepitas dulces y no harinosas. Hace pocos años los torreondinos salían con los burros a venderlos por los pueblos cercanos: Ortigosa, La Losa y Vegas de Matute, donde los esperaban los habitantes de esos pueblos ya que la calidad de los productos era muy apreciada.

### Fiestas
Tienen gran devoción a San Bartolo (San Bartolomé), procesionando al santo el 24 de agosto y la romería el sábado más próximo a la festividad.
Antiguamente, se celebraba la festividad de la Virgen del Rosario, el primer fin de semana de octubre. A pesar de que se le tenía mucha devoción, la escasez de población autóctona produjo la pérdida de esa tradición.
Era tradición que el día de Santiago Apóstol y el 18 de julio, fueran los de la capital a comer (tortilla de patatas y filetes empanados, comprado los tomates "Malones" para la ensalada) a la Ribera del Milanillos, donde el Puente de Piedra que tratan de recuperar como hemos indicado más arriba.

### Leyendas
Es muy conocida la Leyenda del Rico avariento. Cuentan que a un gran rico del pueblo se le apareció Jesucristo con apariencia de pobre pidiendo limosna, a lo que el Rico se negó diciendo que no tenía dinero, por lo que todos sus bienes se convirtieron en tierra (de ahí "el montón de trigo" y "el montón de paja") y sus perros murieron, haciendo el pueblo de esta leyenda una cancioncilla que viene a decir:
A las puertas de un rico Avariento
llegó Jesucristo y limosna pidió
.........
Pero quiso el Señor que al momento los perros murieran
y el Rico Avariento pobre se quedó.